# Il mio corpo che cambia
Il mio corpo che cambia è un brano del gruppo musicale italiano Litfiba. È il primo singolo discografico estratto, nel 1999, dall'album Infinito.

## Edizioni
- CD singolo

## Formazione
- Piero Pelù - voce
- Ghigo Renzulli - chitarra, voce addizionale
- Daniele Bagni - basso
- Roberto Terzani - campionamenti, grooves e voce addizionale
- Franco Caforio - batteria

### Altri musicisti
- Andrea Giuffredi - tromba e flicorno

## Citazioni
- Il gruppo musicale Elio e le Storie Tese ha affermato che il nome del loro album Craccracriccrecr deriva dal rumore che fa il corpo quando cambia, riferendosi al brano dei Liftiba.